# Saïda Chtioui
Saïda Chtioui est une femme politique tunisienne. Elle est secrétaire d'État auprès du ministre des Affaires étrangères, chargée des Affaires américaines et asiatiques dans le premier gouvernement Ghannouchi, jusqu'à la révolution de 2011.

## Biographie
Protégée du ministre des Affaires étrangères de l'époque, Abdelwahab Abdallah, elle est un temps traductrice personnelle (en langue anglaise) de la Première dame de Tunisie, Leïla Ben Ali, qui devient une amie. Elle mène ensuite une carrière de diplomate, enchaînant les postes d'ambassadrice de Tunisie en Pologne, au Royaume-Uni et en Suisse, avant de devenir secrétaire d'État.
Après la révolution, plusieurs diplomates ont critiqué son influence, ses compétences ainsi que le rôle réel qu'elle a été amenée à jouer lors de ses postes d'ambassadrice, notamment en Suisse où son action s'est retrouvée mêlée aux malversations financières du clan Trabelsi.